# Peter I av Brasilien
Peter I (port. Pedro I), född 12 oktober 1798 på Queluz-palatset utanför Lissabon, Portugal, död 24 september 1834 på samma plats, var Brasiliens första kejsare mellan 7 september 1822 och 7 april 1831.
Efter att hans far, Johan VI, återvänt till Portugal från Brasilien efter den landsflykt som föranletts av Napoleon I:s ockupation av Portugal, började han i egenskap av kronprins att arbeta för självständighet och den 7 september 1822 förklarade han Brasilien självständigt.
Under cirka 10 veckor efter faderns död 1826 var han även kung över Portugal som Peter IV för att sedan abdikera från denna tron till förmån för dottern Maria da Glória.
Den 7 april 1831 abdikerade han från den brasilianska tronen till förmån för sin son, Peter II.
Anledningen till hans abdikation var bland annat ett ökat missnöje i landet mot hans auktoritära regeringsmetoder, samt att han ville "göra upp räkningen" med sin bror Mikael, som avlägsnat Peters dotter Maria från Portugals tron.
Han begav sig till England där han med engelsk och fransk hjälp byggde upp en här på Azorerna. Peter och hans mannar intog Oporto 1832 och påföljande år tågade de in i Lissabon under invånarnas jubel. År 1834 fördrevs Mikael och en kort tid styrde Peter Portugal som regent för sin omyndiga dotter, men avled i september samma år.
Han gifte sig första gången 1817 med ärkehertiginnan Maria Leopoldina av Österrike (1797-1826), dotter till Frans II (tysk-romersk kejsare).
År 1829 gifte han sig för andra gången med prinsessan Amalia (Amelie) av Leuchtenberg (1812-1873), dotter till Napoleon I:s styvson Eugène de Beauharnais och syster till Josefina av Leuchtenberg (som var gift med Oscar I av Sverige)

## Barn
1. Maria II av Portugal (1819–1853), drottning av Portugal
2. João Carlos Pedro Leopoldo av Brasilien (1821–1822)
3. Januária Maria av Brasilien (1822–1901), gift med Luigi, greve di Aquila, son till Frans I av Bägge Sicilierna
4. Paula Mariana Joana Carlota av Brasilien (17 februari 1823 i Rio de Janeiro, Brasilien, död 16 januari 1833 i samma stad)
5. Francisca (1824–1898), gift med François av Orléans, prins av Joinville
6. Peter II av Brasilien (1825–1891)
7. Maria Amélia av Brasilien (1831– d. av lungtuberkulos på Madeira 1853)